# Export
Az export (kivitel) azon termékek és szolgáltatások összessége, amelyet belföldön állítanak elő és külföldiek vásárolnak meg. Ami két ország közötti kereskedelemben az egyik ország számára export, az a másik szemszögéből importnak számít.
Egy gazdaság exportja és importja alkotja a külkereskedelmi mérleget, ami a fizetési mérleg legfontosabb része. A külkereskedelmi egyenleg az export és import különbségével, vagyis az úgynevezett nettó exporttal azonos.

## Nettó export
A nettó export a termékek és szolgáltatások exportja és importja közötti különbség. Ha egy országban a nettó export pozitív, akkor ez úgy értelmezhető, hogy a gazdaság külföldi vagyonelemeket halmoz fel. A nettó export fogalompárja ezért a nettó külföldi megtakarítás vagy beruházás, ami nagyjából megegyezik a nettó export értékével.
A hazai kiadások teljes nagysága egyenlő a fogyasztás, a hazai beruházás és a kormányzati vásárlások összegével. Ez az összeg azonban eltér az összes hazai terméktől, azaz a GDP értékétől, mivel a hazai kiadások egy részét külföldön előállított termékekre fordítják. Ezek a termékek alkotják az importot. A nemzeti kibocsátás és a hazai kiadások különbsége tehát éppen a nettó export: Ex − Im = NX.

## Az export makroökonómiai szempontból
Az export mértékét befolyásoló talán legfontosabb tényező a hazai valuta árfolyama. Ha a hazai fizetőeszköz erős (azaz az árfolyama magas, tehát viszonylag sok külföldi valutát kapunk egységnyi hazaiért cserébe), az exportőrök költségei megnövekednek az importőrökéihez képest, ami többnyire az export csökkenésével – és az import emelkedésével – jár; a gyenge hazai valuta viszont ösztönzi az exportot az importtal szemben. A valutaárfolyamon keresztül a hazai kamatlábak is hatnak az exportra, szintén negatív előjellel.
Exportorientált gazdasági növekedésről beszélünk, ha a GDP emelkedésének nagy részét az export növekedése teszi ki.

## Gazdasági tanulmányok
Az exportok előmozdítása céljából számos kormányzati szervezet publikál az interneten piaci tanulmányokat szektorok és külföldi országok szerint. A leggyakrabban ezek a tanulmányok ingyenesek.
A kormányzati szervezetek listája ország szerint:
- Egyesült Államok: A USCS (US Department of Commerce) alárendeltségében, néhány ezer ilyen tanulmányt készített.

Az USDA (US Department of Agriculture) az agrár- és a élelmiszerszektorról publikál tanulmányokat.
- Kanada: Az Agriculture and Agri-Food Canada (AAC) nemzetközi tanulmányokat publikál az ágazatáról.
- Egyesült Királyság: a UK Trade & Investment felel egyszersmind az exportok elmozdításáért és a külföldi vállalatok Egyesült Királyságbeli letelepedéséért.
- Franciaország: az Ubifrance publikál tanulmányokat az exportőröknek ellenszolgáltatásért cserébe.
- Hong Kong: Hong Kong Trade Development Council (HKTDC).
- Japán: JETRO
- Ausztrália: Austrade
- Több szervezet tanulmányait terjesztő honlapok:

A Globaltrade.net, mely egy, a USCS és a Federation of International Trade Associations (FITA) közötti Private Public Partnership-ből jött létre, a honlapján a USCS-ról, a USDA-ról, az AAC-ról, a UK TI-ról és nem kormányközi szervezetekről publikál szabadon elérhető tanulmányokat. Ezek két szempont szerint vannak csoportosítva: a vizsgált ország és az iparág vagy téma szerint.

## Külső hivatkozások
Bővebben: €xport.hu

## Export fontossága
Az export rendkívül fontos szerepet játszik az országok gazdasági fejlődésében és fenntartható növekedésében. Hangsúlyosan igaz ez a kisebb országokra, mint Magyarország. Az exportnak számos előnye van, amelyek hozzájárulnak az ország gazdasági erősödéséhez és versenyképességének javításához.
1. Gazdasági Diverzifikáció: Magyarország kis piaccal rendelkezik, így az export lehetőséget kínál arra, hogy a vállalatok új piacokon értékesítsék termékeiket és szolgáltatásaikat. Ez csökkenti a függőséget a hazai piactól és segít diverzifikálni a gazdaságot.
2. Növekedési Lehetőségek: A külföldi piacok nagyobb lehetőségeket kínálnak a növekedésre, mivel olyan területeken lehet értékesíteni, ahol a kereslet esetleg nagyobb. Ezáltal az export hozzájárulhat a magyar vállalatok bővüléséhez és növekedéséhez.
3. Közvetlen Külföldi Befektetések: Az export növelheti a külföldi befektetők érdeklődését az ország iránt, mivel a sikeres export tevékenység vonzóvá teszi Magyarországot a külföldi vállalatok számára. Ez hozzájárulhat a gazdaságba irányuló közvetlen külföldi befektetések növeléséhez.
4. Munkahelyteremtés: Az export növekedése több munkahely létrehozását eredményezheti az exportáló vállalatoknál és azok beszállítóinál. A munkahelyteremtés pozitív hatással van a munkanélküliségi rátára és az emberek életszínvonalára.
5. Valuta Bevételek: Az export növeli az ország valuta bevételeit, mivel külföldi pénznemben történő tranzakciók révén beáramlik a külföldi deviza. Ez stabilizálhatja a nemzeti pénznem értékét és hozzájárulhat a makrogazdasági stabilitáshoz.
6. Innováció és Fejlesztés: Az exportorientált vállalatoknak gyakran szükségük van termékeik és szolgáltatásaik folyamatos fejlesztésére, hogy versenyképesek maradjanak a nemzetközi piacon. Ez elősegítheti az innovációt és a technológiai fejlődést az országban.
7. Gazdasági Hálózatok: Az export kapcsolatokat teremthet a nemzetközi üzleti partnerekkel, ami hozzájárulhat a gazdasági hálózatok és partnerségek kialakításához. Ezáltal az ország több iparágban is részt vehet a globális ellátási láncokban.

Mindezek a tényezők együttesen hangsúlyozzák az export fontosságát Magyarország számára. Az exportáló vállalatok hozzájárulnak az ország gazdasági növekedéséhez, munkahelyteremtéshez és innovációjához, miközben diverzifikálják a gazdaságot és növelik a versenyképességet a globális piacon.

## Export marketing
Az export marketing egy olyan üzleti stratégia, amelynek célja a vállalatok termékeinek és szolgáltatásainak hatékony értékesítése a nemzetközi piacokon. Ez a folyamat magában foglalja a termékfejlesztést, árazást, promóciót és elosztást, figyelembe véve a különböző kultúrák, nyelvek és piaci környezetek sajátosságait.
Az export marketing lehetőséget kínál a vállalatoknak arra, hogy kiterjesszék piaci jelenlétüket a hazai határokon túlra. Az export révén új ügyfelek rétegeihez férhetnek hozzá, és diverzifikálhatják bevételeiket, csökkentve ezzel a piaci kockázatokat. Az exportáló vállalatok gyakran növekedési lehetőségeket találnak olyan régiókban vagy országokban, ahol a kereslet a hazai piacon már telített vagy csökkenőben van.
Az export marketing sikeres végrehajtásához szükséges megérteni a célpiacokat és azok sajátosságait. Ez magában foglalja a kulturális különbségek, vásárlói szokások és jogi előírások figyelembevételét. A lokalizált termékstratégia, ahol a terméket az adott piac preferenciáihoz igazítják, gyakran kulcsfontosságú a sikerhez.
Az export marketing folyamata magában foglalja a piacszegmentációt és célcsoport-azonosítást, valamint a megfelelő értékesítési csatornák kiválasztását is. Az online kereskedelem és a digitális marketing eszközei egyre fontosabb szerepet játszanak az export marketingben is, lehetővé téve a vállalatok számára, hogy hatékonyan elérjék és megszólítsák a nemzetközi vásárlókat.

A sikeres export marketing stratégia kidolgozása és végrehajtása összetett feladat, amely szakértelmet és alapos piackutatást igényel. Az exportáló vállalatoknak rugalmasnak és alkalmazkodóképesnek kell lenniük a változó piaci körülményekhez és versenytársakhoz képest. Az export marketing lehetőséget kínál a vállalatoknak a növekedésre és a globális piacok felfedezésére, miközben figyelembe veszi a helyi piacok sajátosságait és kihívásait is.